# Maura O’Donohue
Maura O’Donohue (geboren 1933 als Mary Brigid O’Donohue; gestorben 3. Mai 2015) war eine römisch-katholische Ordensschwester in der Ordensgemeinschaft der Medizinischen Missionarinnen Marias (MMM).

## Wirken
Als promovierte Ärztin und Entwicklungshelferin wirkte sie in 83 Ländern aller Kontinente, u. a. in Afrika als Aids-Koordinatorin für CAFOD, die katholische Übersee-Entwicklungsagentur. Als Aids-Koordinatorin für Cafod, einen Katholischen Hilfsfonds, verbrachte sie sechs Jahre in Afrika. Es folgten weitere weltweite Einsätze – auch über mehrere Jahre in Afrika.
Sie gehörte zu den Protagonistinnen der im Januar 2009 in Kenia gegründeten Initiative Global Inter-Faith Alliance Against Human Trafficking (GIFAAHT) gegen Menschenhandel.

## Bericht zum sexuellen Missbrauch von Nonnen
O’Donohue verfasste 1994 einen Bericht über sexuellen Missbrauch von Nonnen durch Priester und Bischöfe, den sie an den damaligen Präfekten der Ordenskongregation, Kardinal Eduardo Martínez Somalo, sandte. Sie benannte Fälle in 23 Ländern, darunter Indien, Irland, Italien, Philippinen, Vereinigte Staaten und einige Länder Afrikas. In einem Fall hatte ein Priester eine Schwester, die er selbst geschwängert hatte, zur Abtreibung gezwungen, bei der sie starb. Daraufhin hielt er für sie die Totenmesse.
Der Vatikan berief eine Untersuchungskommission ein, um Missbrauch und Vergewaltigungen an Nonnen durch Priester zusammen mit O’Donohue zu prüfen. Die Fälle bestätigten sich. Im März 2001 gelangte der Bericht durch den National Catholic Reporter an die Öffentlichkeit. Bis dahin hatte die Kirche geschwiegen. Am 22. November 2001 verurteilte Papst Johannes Paul II. zumindest jene Fälle sexualisierter Gewalt durch Kleriker, die sich „in gewissen Regionen Ozeaniens“ zugetragen hätten. Anlass war der Abschluss der Synode der ozeanischen Bischöfe. Der Papst bestätigte deren Einschätzung, wonach sexueller Missbrauch ein Hindernis für die Verkündigung des Evangeliums darstelle, und zitierte auch den Beschlusstext der Synode, wonach „die Synodenväter sich uneingeschränkt gegenüber den Opfern für die verursachten Schmerzen und die Enttäuschung zu entschuldigen wünschten“.